# Baile do Teló
Baile do Teló é o quinto álbum ao vivo e quarto DVD do cantor sertanejo Michel Teló lançado no dia 18 de dezembro de 2015 pela Radar Records. O show foi gravado no Espaço das Américas em São Paulo no dia 2 de setembro de 2015.

## Gravação
No dia 5 de agosto de 2015, o cantor anunciou que iria gravar um novo DVD. Com um show repleto de efeitos especiais, a gravação do DVD "Baile do Teló" foi pensada justamente para interagir com os espectadores altamente conectados dos dias atuais. O objetivo, segundo o artista, era de que "os fãs em casa sentissem na pele que estavam participando do show ao vivo".
Outro detalhe tecnológico da apresentação foi a utilização de câmeras em 360º. Isso permitiu com que os fãs assistam ao DVD olhando para todos os ângulos da imagem, como se estivessem no palco com o músico. "Pessoal, vou dar uma paradinha no show só para instalar a câmera aqui. Quando eu começar a cantar, vamos todos ficar bastante animados porque ela está filmando todos vocês", explicou Teló. A tecnologia, no entanto, não substituiu o carisma e a presença de palco do cantor.

## Conteúdo
A apresentação durou 2h50 e teve 29 músicas, sendo que sete não entraram no DVD. A maioria delas era inédita, como "Prefiro a Solidão", "O Presente e o Futuro", "Essa Mania", "Não Tem pra Ninguém", "Chocolate Quente", "Tá Quente", "Coração Cansou", "Hoje Tem", "Ah Tá! Pera" e "Levanta o Copo". Mas ele também cantou hits como "Humilde Residência" e "Ai, se Eu Te Pego".
O show contou com um repertório bastante variado. Michel convidou Seu Jorge e cantou com ele a inédita "Diz Aí Teló" e "Burguesinha" (que não está no DVD). Com a dupla Breno & Caio Cesar, ele cantou um pout-pourri sertanejo e a canção "Não me Leve a Mal". Mas o momento mais emocionante foi quando se juntou aos amigos do Grupo Tradição, com o qual Michel começou a carreira. Juntos, eles cantaram ˜Barquinho", "Brasileira" e "Pra que Rumo Nóis Vai".
Outro destaque do álbum é a canção "O Cantor e a Atriz", uma homenagem de Michel à esposa, a atriz Thaís Fersoza. Ele conta como preparou o arranjo da música em casa sem que ela desconfiasse que estaria no DVD. "Foi surpresa até a hora do show. A música conta a história da nossa vida. 'E eu ainda tenho a sorte que de Sul a Norte você vai comigo' (trecho): Ela é muito companheira", derrete-se.

## Faixas
| [ 4 ] | |         |  |
| N.º   | Título | Duração |  |
| 1.    | "Tá Quente" | 2:42    |  |
| 2.    | "Multidão" | 2:54    |  |
| 3.    | "Hoje Tem" | 2:24    |  |
| 4.    | "Não Tem Pra Ninguém"                                                                                                  | 3:22    |  |
| 5.    | "Diz Aí Teló" (part. Seu Jorge)                                                                                        | 4:02    |  |
| 6.    | "Coração Cansou" | 2:58    |  |
| 7.    | "Menino da Porteira / Telefone Mudo / Ainda Ontem Chorei de Saudade / Saudade da Minha Terra"                          | 6:14    |  |
| 8.    | "Levanta o Copo" | 3:10    |  |
| 9.    | "Ah Tá Peraê" | 4:51    |  |
| 10.   | "Não Me Leve a Mal" (part. Breno & Caio Cesar)                                                                         | 3:01    |  |
| 11.   | "Chocolate Quente" | 3:33    |  |
| 12.   | "Essa Mania" | 3:28    |  |
| 13.   | "Correio" | 2:45    |  |
| 14.   | "Barquinho / Brasileira" (part. Anderson Nogueira, Arapiraka, Carlos Dias, Gérson Douglas, Wagner Pekóis, Wlajones)    | 4:27    |  |
| 15.   | "Pra Que Rumo Que Nóis Vai" (part. Anderson Nogueira, Arapiraka, Carlos Dias, Gérson Douglas, Wagner Pekóis, Wlajones) | 3:28    |  |
| 16.   | "Presente e o Futuro"                                                                                                  | 3:12    |  |
| 17.   | "O Cantor e a Atriz"                                                                                                   | 3:07    |  |
| 18.   | "Só Temos Hoje Pra Amar" (part. Rodrigo Ferreira)                                                                      | 3:45    |  |
| 19.   | "Love Is Alive" (part. Daniel Quirino, Klauss e Turi)                                                                  | 3:41    |  |